# Tran (huyện)
Tran là một huyện thuộc tỉnh Pernik, Bungaria. Dân số thời điểm năm 2001 là 5632 người.